# 287. п. н. е.

## Догађаји
- Осиромашени и задужени римски плебејци траже од патрицијског Сената да им опрости дугове, а након одбијања прете још једном побуном. Сенат именује Квинта Хортензија диктатором како би покушао да реши спор. Под њим се доноси Хортензијев закон којим су повећане овласти плебејске Скупштине у односу на Сенат и чиме је формално завршен вишевековни сукоб патриција и плебејаца.

## Рођења
- Архимед, грчки математичар и физичар.